# Dynamics Explorer
Das Dynamics Explorer (kurz: DE)-Projekt bestand aus zwei Satelliten, DE-1 und DE-2 (auch DE-A und DE-B oder Explorer 62 und Explorer 63). Sie gehörten dem US-amerikanischen Explorer-Programm der NASA an. Beide Raumfahrzeuge waren Forschungssatelliten und dienten zur Erforschung der Interaktion zwischen Plasma und der Magnetosphäre und der Ionosphäre.

## Ausrüstung und Übertragung

### DE-1
DE-1 (in großer Flughöhe) benutzte eine elliptische Umlaufbahn, die ausgewählt wurde, um:
- Messungen, die sich vom heißen magnetosphärischen Plasma über die Plasmasphäre bis zur kühlen Ionosphäre erstrecken, durchzuführen;
- Globale Bildgebung der Polarlichter zu machen, Wellenmessungen im Herzen der Magnetosphäre und Überquerung ihrer Feldlinien bei mehreren Erdradien;
- Messungen für signifikante Perioden entlang einer Magnetfeldflussröhre zu betätigen.

Das Raumfahrzeug war ein kurzes Prisma mit einem Durchmesser von 137 cm und einer Höhe von 115 cm. Die Antennen messen in der X-Y-Ebene 200 m von einer Spitze zur anderen, in der Z-Achse nur 9 m. Zwei 6-Meter-Ausleger waren für Fernmessungen angebracht. Die Stromversorgung erfolgte über ein Solarzellen-Array, das seitlich und an den Endplatten montiert war. Das Raumfahrzeug war spinstabilisiert, wobei die Spinachse senkrecht zur Orbitalebene und die Spinrate bei 10±0,1/min lag.
Es wurde ein Puls-Code-Modulations- (PCM-) Telemetrie-Datensystem verwendet, das in Echtzeit oder in einem Bandrekorder-Modus arbeitete. Die Daten wurden mit eng koordinierten Operationen der verschiedenen Instrumente, der beiden Satelliten und unterstützender Experimente erworben. Die von den Instrumenten erfassten Daten wurden vor der Übertragung bei einem 8:1-Wiedergabe-zu-Aufzeichnungsverhältnis vorübergehend auf Bandgeräten gespeichert. Zusätzliche betriebliche Flexibilität ermöglichte ein Wiedergabe-zu-Aufzeichnungsverhältnis von 4:1. Die primäre Datenrate betrug 16.384 Bits pro Sekunde. Da Befehle in einer Befehlsspeichereinheit gespeichert waren, waren die Raumfahrzeugoperationen nicht in Echtzeit, außer für die Übertragung der Breitband-Analogdaten aus dem Plasma-Welleninstrument.

### DE-2
DE-2 (in niedriger Flughöhe) ergänzte die große Flughöhe vom DE-1 und wurde in eine Umlaufbahn mit einem ausreichend niedrigen Perigäum gebracht, um Messungen von neutraler Zusammensetzung, Temperatur und Wind zu ermöglichen. Das Apogäum war hoch genug, um Messungen oberhalb der Wechselwirkungsregionen von suprathermalen Ionen und auch Plasmaflussmessungen an den Füßen der magnetosphärischen Feldlinien zu ermöglichen.
Die allgemeine Form des Raumfahrzeugs war ein kurzes Prisma mit einem Durchmesser von 137 cm und einer Höhe von 115 cm. Die triaxialen Antennen waren von einer Spitze zur anderen 23 m lang. Ein 6-Meter-Ausleger wurde für Fernmessungen bereitgestellt. Die Stromversorgung erfolgte durch ein Solarzellen-Array, das zwei 6-Amperestunden-Nickel-Cadmium-Batterien auflud. Das Raumfahrzeug wurde dreiachsig stabilisiert, wobei die Gierachse zum Erdmittelpunkt mit einer Genauigkeit von bis zu 1 Grad ausgerichtet war. Die Spinachse war senkrecht zur Orbit-Ebene innerhalb 1 Grad mit einer Spin-Rate von einer Umdrehung pro Umlauf. Das Plasmainstrument war auf einer einachsigen Scanplattform montiert, die sich um die Spinachse drehte.
Es wurde ebenfalls ein PCM-Telemetriedatensystem verwendet, das in Echtzeit oder im Bandrecorder-Modus betrieben wurde. Die Daten wurden mit eng koordinierten Operationen der verschiedenen Instrumente, der beiden Satelliten und unterstützender Experimente erworben. Die Messungen wurden vorübergehend bei der Wiedergabe bei einem 8:1-Wiedergabe-zu-Aufzeichnungsverhältnis gespeichert. Da Befehle auch in einer Befehlsspeichereinheit gespeichert wurden, waren Raumfahrzeugoperationen nicht in Echtzeit.

## Start und Betrieb
Die beiden Zwillingssatelliten wurden am 3. August 1981 mit einer Delta-Rakete der Serie 3913 von der Vandenberg Air Force Base, Startrampe 2W, ins All gebracht. Nach zwei Tagen nahmen die beiden Dynamics Explorer ihren Betrieb auf. Der DE-1 arbeitete mehr als 9 Jahre lang, bis der Betrieb am 22. Oktober 1990 beendet wurde. Er verblieb noch ein halbes Jahr aktiv im Orbit, bis er am 28. Februar 1991 abgeschaltet wurde. Seine Mission war ein voller Erfolg, doch der DE-2 hatte von Anfang an Probleme. Nach einem Jahr im Orbit versagte die Stromerzeugung. Er arbeitete noch ein paar Wochen, als die Batterien versagten. Der zweite Dynamics-Explorer verglühte am 19. Februar 1983.